# Гуди-падва

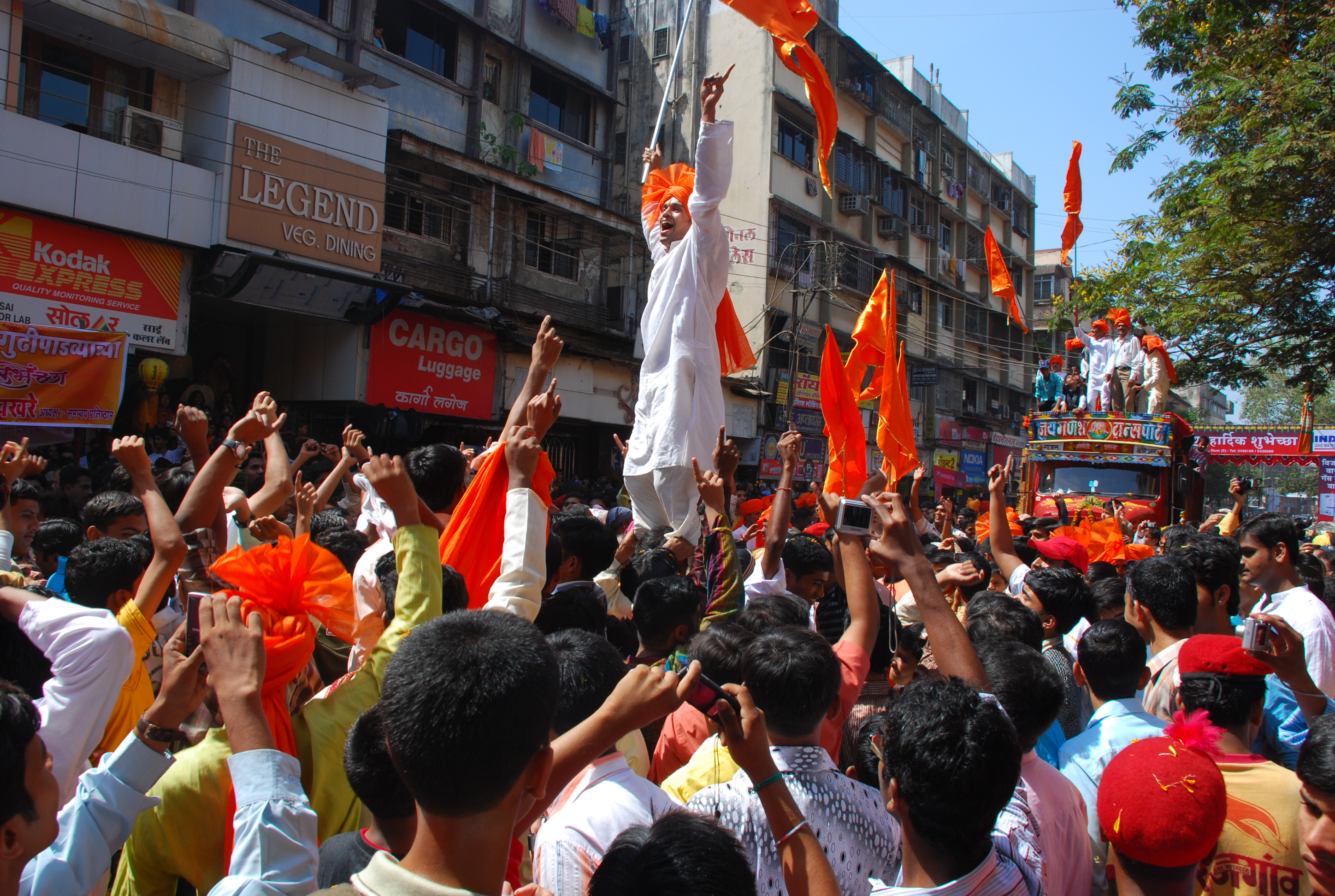
Новогодняя процессия в Махараштре, 2009 год

Гуди-падва (गुढीपाडवा) — индуистский праздник Нового года у маратхов и конкани (которые называют его Самватсар-падво), первый день нового года календаря маратхов.
Согласно «Брахма-пуране», в этот день Брахма сотворил мир. В ходе фестиваля также отмечается возвращение Рамы в Айодхью после 14 лет изгнания, а многие маратхи празднуют годовщину победы древнеиндийского правителя Шаливаханы над племенами саков.
Гуди-падва празднуется в первый день прибывающей луны месяца чайтра по индуистскому календарю и знаменует приход весны. По григорианскому календарю дата проведения фестиваля выпадает на конец марта — начало апреля (в 2017 году — 29 марта). В индийской астрологии этот день является частью периода из трёх с половиной дней, называемого «Садетин мухурта» и считающегося наиболее благоприятными для всякого рода начинаний. Жители Андхра-Прадеш и Карнатаки празднуют тот же самый фестиваль как Угади.
В деревнях в этот период начинается сбор урожая и сезон манго. Деревенские жители подметают дворы в своих домах и обмазывают стены своих жилищ коровьим помётом. Городские жители также проводят у себя дома генеральную уборку. Женщины и дети украшают пороги домов изысканными узорами ранголи, яркие цвета которых отражают красоту и свежесть весны. Члены семьи, одевшись в новые одежды, собираются вместе и принимают участие в пире из традиционных блюд индийской кухни. Согласно традиции, семьи начинают празднование, принимая горькие листья дерева ним. Иногда, из листьев нима приготовляется паста с примесью тамаринда и тростникового сахара, которая, согласно Аюрведе, очищает кровь и укрепляет иммунную систему человека.